# Kathrin Kohlhagen
Kathrin Kohlhagen (verheiratete Kathrin Kock) ist eine ehemalige deutsche Handballspielerin.
Die gebürtige Rostockerin spielte als Jugendliche für die BSG Fischkombinat Rostock, besuchte eine Kinder- und Jugendsportschule und spielte später beim SC Empor Rostock. Sie wechselte 1990 zum Buxtehuder SV in die Bundesliga. Für Buxtehude bestritt sie bis 1995 113 Bundesliga-Einsätze und erzielte 278 Tore. 1994 gewann sie mit dem BSV den europäischen Vereinswettbewerb Euro-City-Cup.
Beruflich wurde sie bei den Stadtwerken Buxtehude tätig. 1995 schloss sich Kohlhagen dem Oberligisten VfL Horneburg an und spielte unterbrochen durch eine Schwangerschaft bis Dezember 2002 für den VfL. 2004 übernahm sie beim Buxtehuder SV II in der Regionalliga das Amt der Trainerin und übte dieses bis 2009 aus. Später war sie Jugendtrainerin.